# Jörg Diesch
Jörg Diesch (* 29. September 1951 in Friedrichshafen) ist ein deutscher Segelsportler und Olympiasieger von 1976 sowie Arzt und Orthopäde.
Jörg Diesch war zusammen mit seinem Bruder und Vorschoter Eckart Diesch bereits als Jugendlicher und Junior erfolgreich. 1968 und 1969 gewannen die beiden die deutsche Jugendmeisterschaft im Pirat. 1972 wurden sie vor dem kanadischen Kingston Weltmeister im Shark 24 und später in der Klasse Fireball. Nachdem sie 1973 in den Flying Dutchman umgestiegen waren, gewannen die beiden 1974 bei der Kieler Woche. Im gleichen Jahr gewannen die beiden Bronze bei der Europameisterschaft, ein Jahr später Bronze bei der Weltmeisterschaft. 1976 bei der olympischen Regatta, ebenfalls vor Kingston, gelang den beiden kein einziger Tagessieg. Mit drei zweiten Plätzen, einem dritten Platz und zwei fünften Plätzen wurden die Brüder in Montreal trotzdem Olympiasieger mit Goldmedaille in der Klasse Flying Durchman vor dem britischen Titelverteidiger Rodney Pattison.
Die Gebrüder Diesch wurden 1975, 1976, 1977 und 1980 Deutscher Meister. 1980 waren sie auch für die Olympischen Spiele in Tallinn qualifiziert, durften aber wegen des Olympiaboykotts nicht teilnehmen. Vier Jahre später kamen die beiden bei der olympischen Regatta 1984 vor Long Beach doch noch zu ihrer zweiten Olympiateilnahme. Am letzten Regattatag gelang den beiden ihr erster olympischer Tagessieg, in der Gesamtwertung wurden die beiden Fünfte.
Nachdem sie 1977, 1978, 1981, 1983 und 1985 jeweils Vizeweltmeister in der Klasse Flying Dutchman geworden waren, gewannen die Gebrüder Diesch im Februar 1986 vor Rio de Janeiro den WM-Titel in dieser Segelklasse.
Die Brüder Diesch sind katholisch, stammen aus einer Seglerfamilie. Ihr Vater, der Zahnarzt Bruno Diesch, verheiratet mit Antonie Diesch, geborene Schuck, war vor dem Zweiten Weltkrieg Europameister im 30-m²-Schärenkreuzer. Ihr Hauptkonkurrent in Deutschland war während ihrer Karriere ihr Vetter Albert Batzill, der, ebenfalls für den Württembergischen Yacht-Club in Friedrichshafen startend, 1978 (mit seinem Bruder Rudolf Batzill), 1981, 1986 und 1989 Weltmeister wurde, aber sich 1988 erstmals für Olympische Spiele qualifizierte. Jörg Diesch ist zudem der Onkel der Seglerin Stefanie Rothweiler, die unter anderem zweimal Europameisterin wurde und an den olympischen Regatten 2004 und 2008 teilgenommen hat.
Im Jahr 1978 schloss Jörg Diesch sein Medizinstudium mit dem Staatsexamen in Freiburg im Breisgau ab und wurde am Klinikum Essen zum Dr. med. promoviert. 1982/1983 unternahm er eine Weltumseglung. Im Jahr 1984 heiratete er Jutta Schieffer. Heute lebt der sich auch für Parapsychologie interessierende Jörg Diesch in Kiel und hat eine orthopädische Praxis. Zusammen mit Hans-Georg Kauth verfasste er das Sachbuch Regattasegeln.
Vom Bundespräsidenten erhielt Diesch zweimal das Silberne Lorbeerblatt.